# أتيلا بينتر
أتيلا بينتر (بالمجرية: Pintér Attila) هو لاعب كرة قدم ومدرب كرة قدم مجري في مركز الدفاع، ولد في 7 مايو 1966 في سالجوتارجان في المجر. شارك مع منتخب المجر لكرة القدم. أما مع النوادي، فقد لعب مع بيرسخوت إيه سي وغيور تورنا أوزتالي ونادي ديوسجوري ونادي فاساس ونادي فيرينتسفاروشي.

## وصلات خارجية
- أتيلا بينتر على موقع الاتحاد الدولي (مؤرشف)  (الإنجليزية)
- أتيلا بينتر على موقع قاعدة بيانات كرة القدم.إي يو (الإنجليزية)
- أتيلا بينتر على موقع ناشيونال فوتبول تيمز (الإنجليزية)